# Moune Barius
Moune Barius (née le 2 juin 1957 à  Munich) est une monteuse allemande.

## Biographie
Elle commence sa carrière en tant que monteuse assistante à la fin des années 1970. Elle travaille souvent avec le réalisateur Peter Keglevic. Elle est nommée pour le Prix de la télévision allemande (de) en 2008 pour son travail sur les téléfilms Die dunkle Seite et Tarragone, du paradis à l'enfer (de) et le Deutscher Kamerapreis en 2012 pour Le Chinois.

## Filmographie

### Cinéma
- 1982 : Lumière fatale (de)
- 1983 : Martin Luther (de)
- 1984 : Der Fall Bachmeier - Keine Zeit für Tränen (de)
- 1985 : Wie ein freier Vogel
- 1986 : L'Été du samouraï (de)
- 1988 : Yasemin
- 1990 : Herzlich willkommen
- 1991 : L'Homme d'à côté
- 1994 : Sunny Side Up
- 1994 : Stockholm Marathon
- 2002 : Vienna
- 2004 : Pura Vida Ibiza (de)
- 2006 : Hui Buh : Le Fantôme du château
- 2009 : Mord ist mein Geschäft, Liebling (de)
- 2009 : Horreur à Kaifeck
- 2014 : Le Sourire des femmes
- 2022 : Hui Buh et le Château de la sorcière (de)

### Téléfilms
- 1985 : Ein Fenster in Manhattan
- 1993 : Schöne Feindin
- 1995 : Der Mann auf der Bettkante
- 1995 : Die Tote von Amelung
- 1996 : Die Katze von Kensington (de)
- 1996 : Le Destin tragique de Roy Black (de)
- 1997 : Der rote Schakal (TV)
- 1997 : Schimanski: Hart am Limit (de)
- 1997 : Schimanski: Blutsbrüder (de)
- 1997 : Geisterstunde - Fahrstuhl ins Jenseits
- 1998 : Vickys Alptraum
- 1998 : Enquête personnelle
- 1998 : Feuerläufer – Der Fluch des Vulkans
- 1999 : Götterdämmerung – Morgen stirbt Berlin (de)
- 1999 : Légende maléfique (de)
- 2000 : Sept Jours à vivre
- 2000 : Falling Rocks (de)
- 2001 : Der Tanz mit dem Teufel
- 2002 : À la poursuite du passé (de)
- 2003 : Betty - Schön wie der Tod
- 2003 : Zwei Tage Hoffnung
- 2003 : Une femme trompée (de)
- 2004 : Tausendmal berührt
- 2005 : La Joueuse (de)
- 2005 : Das Duo: Blutiges Geld (de)
- 2005 : Das Duo: Herzflimmern (de)
- 2007 : Tarragone, du paradis à l'enfer (de)
- 2007 : Cœurs dans la tourmente
- 2008 : Die dunkle Seite
- 2008 : Das Geheimnis im Wald (de)
- 2009 : Die Seele eines Mörders
- 2010 : Ken Folletts Eisfieber (de)
- 2010 : Congo (de)
- 2011 : Le Chinois
- 2012 : Das Wunder von Merching
- 2012 : À la poursuite de la chambre d'ambre
- 2012 : La Petite Lady
- 2013 : Apocalypse Révolution (de)
- 2014 : Die Fremde und das Dorf (de)
- 2016 : Ein Geheimnis im Dorf - Schwester und Bruder (de)
- 2016 : Jack l'éventreur : une femme à ses trousses (de)
- 2017 : Treibjagd im Dorf (de)
- 2019 : Servus, Schwiegersohn! (de)
- 2020 : Das Tal der Mörder (de)

### Séries télévisées
- 1996 : La Preuve par deux (2 épisodes)
- 2005 : Pauvres Millionnaires (4 épisodes)
- 2006 : Stolberg (2 épisodes)
- depuis 2015: Frühling
  - 2015 : Endlich Frühling
  - 2015 : Frühling zu zweit
  - 2019 : Familie auf Probe
  - 2019 : Das verlorene Mädchen
  - 2019 : Sand unter den Füßen
  - 2019 : Weihnachtswunder
  - 2020 : Genieße jeden Augenblick
  - 2020 : Spuren der Vergangenheit
  - 2020 : Liebe hinter geschlossenen Vorhängen
  - 2020 : Keine Angst vorm Leben
  - 2022 : An einem Tag im April
  - 2023 : Kleiner Engel, kleiner Teufel
  - 2023 : Das Geheimnis vom Rabenkopf